# 時間簿
時間簿 （じかんぼ）とは、時間管理ツールの一種である。あらかわ菜美が考案したもののほか、吉澤ゆかや古川武士の提唱したものがある。

## 仕組み
あらかわ菜美が主婦の立場から提唱した。仕組みとしては、「時間簿」のヨコ軸は家族構成と家事・仕事・雑用などの項目を列挙する。タテ軸では、時間の流れを記入するようになっている。自身と家族の時間の使い方を表示することで、生活・ビジネスの改善することを目的としている。
時間簿には、一週間単位のものと一日単位のものがある。一日単位のものは、J・W・ケンドリックの時間管理法における時間表と同様の性質を持つ。
また、この時間簿は企業の商品のサービス化、マーケティングなどに採用されているとされる。なお、商標登録されている(第4291774号)。